# Михајло Мудрик
Михајло Мудрик (укр. Михайло Петрович Мудрик; 5. јануар 2001) професионални је украјински фудбалер који тренутно наступа у Премијер лиги за Челси на позицији крилног играча.
Мудрик је каријеру почео у академијама Металист Харкова и Дњипра из Дњепропетровска, пре него што је 2016. прешао у Шахтјор Доњецк. Професионални деби имао је две године касније, након чега су уследиле позајмице у Арсенал Кијев и Десни Чернигов. Године 2023. прешао је у енглески Челси за почетну накнаду од 62 милиона фунти.

## Клупска каријера
Мудрик је почео да игра фудбал у Металисту из Харкова 2010. године. Затим је прешао у академију Дњипра из Дњепропетровска, да би 2016. године прешао у академију Шахтјора из Доњецка.
У сезони 2018–19 играо је за Шахтјор у категорији до 21 године. Већ 2018. био је део сениорског тима. Дебитовао је за сениоре када је имао 17 година у утакмици купа Украјине против Олимпик Доњецка 31. октобра 2018. године.
У фебруару 2019. био је позајмљен украјинском премијерлигашу Арсенал Кијеву до краја сезоне 2018–19, одигравши 10 мечева без голова. Играо је у украјинској Премијер лиги дајући допринос освајању титуле у сезони 2019–20. У лето 2020. потписао је уговор о позајмици са украјинским премијерлигашем Десна Чернигов и пласирао се у треће коло квалификација за Лигу Европе. У Чернигову је боравио 4 месеца и одиграо 10 мечева у украјинској Премијер лиги и једном у купу Украјине.
Дана 8. јануара 2021. Мудрик се вратио у Шахтјор, одигравши 3 утакмице у украјинској Премијер лиги.
Тренер Шахтјора Роберто Де Зерби рекао је да Мудрика сматра једним од најбољих младих играча и додао да „ако га не доведем на висок ниво, сматраћу то личним поразом“. Дана 18. септембра 2021. постигао је свој први гол у лигашкој утакмици против Маријупоља на стадиону Володимир Бојко. Након бројних јаких наступа за Шахтјор, Мудрик је привукао пажњу бројних европских клубова укључујући Севиљу и Арсенал. Дана 6. септембра 2022. постигао је свој први гол у Лиги шампиона у гостујућој победи над РБ Лајпцигом резултатом 4–1.
Дана 15. јануара 2023. Мудрика је потписао премијерлигашки клуб Челси за почетну накнаду од 62 милиона фунти, која је порасла на 89 милиона фунти, потписујући уговор на осам и по година. Добио је дрес број 15.

## Репрезентативна каријера
Од 2017. до 2018. играо је за фудбалску репрезентацију Украјине до 17 година. Од 2018. до 2019. играо је за фудбалску репрезентацију Украјине до 19 година, наступио је на 11 утакмица и постигао 5 голова. Године 2019. је био укључен у фудбалску репрезентацију Украјине до 21 године, одигравши 9 утакмица и постигао 1 гол. Дана 7. септембра 2021. постигао је победнички гол из слободног ударца против Јерменије.
У априлу 2022. први пут је позван у фудбалску репрезентацију Украјине на тренинг камп у априлу-мају 2022. у Словенији. Дана 11. маја 2022. дебитовао је у пријатељској утакмици против Борусије Менхенгладбах постигавши свој први гол на Борусија парку у Менхенгладбаху, током Глобалне турнеје за мир.